# Мария Тереза Австрийская (1845—1927)
Мария Тереза Анна Австрийская (нем. Marie Theresia von Österreich; 15 июля 1845, Вена — 8 октября 1927, Тюбинген) — эрцгерцогиня Австрийская, после брака герцогиня Вюртембергская.

## Биография
Эрцгерцогиня родилась в семье эрцгерцога Альбрехта Австрийского, герцога Тешенского и его супруги Хильдегарды Баварской. 18 января 1865 года она вышла замуж за герцога Филиппа Вюртембергского, сына герцога Александра Вюртембергского и французской принцессы Марии Орлеанской, дочери короля Луи Филиппа I. В семье родилось пять детей:
- Альбрехт (1865—1939), женат на Маргарите Софии Австрийской, дочери Карла Людвига Австрийского
- Мария Амалия Вюртембергская (1865—1883), младшая сестра-близнец Альбрехта, умерла от туберкулёза
- Мария Изабелла (1871—1904), замужем за Иоганном Георгом Саксонским (1869—1938)
- Роберт (1873—1947), женат на Марии Иммакулате Австрийской (1878—1968), дочери эрцгерцога Карла Сальватора Австрийского (1839—1892)
- Ульрих (1877—1944)